# Чушка бюрек

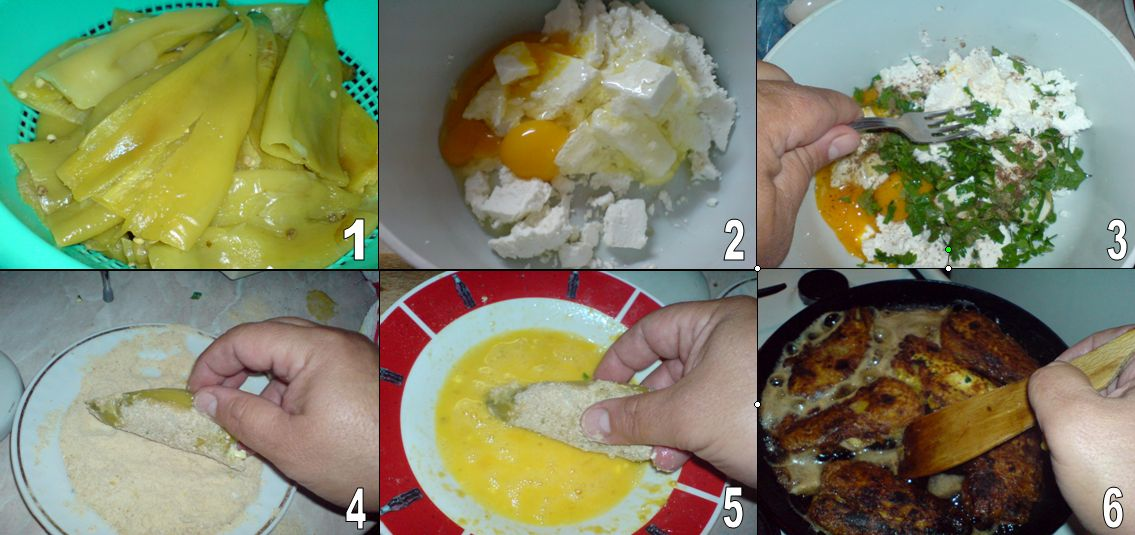
Приготовление чушки-бюрек

Чушка бюрек (болг. Чушки бюрек) — традиционное болгарское блюдо, обычно подающееся с салатом и кислым молоком.

## Описание
Чушка бюрек — вариант приготовления фаршированного перца, запечённого и обжаренного в панировочных сухарях. Существуют разные варианты начинки: классическая — болгарская брынза с измельченной петрушкой, а также вариации с творогом и козьим сыром.

## Этимология
Чушка в переводе с болгарского — сладкий перец.